# 馬渕武史
馬渕 武史（まぶち たけし、1986年10月14日 - ）は、日本のラグビーユニオン選手。

## プロフィール
- 埼玉県坂戸市出身。
- ポジションはロック(LO)、フランカー(FL)。
- 身長 185cm、体重 102kg
- ニックネームはスープ。
- U19日本代表候補に選ばれたことがある[1]。

## 略歴
ラグビーを始めたきっかけは高校の監督に勧められたことから。
2005年、所沢北高校卒業後、日本大学に入学する。なお所沢北高校時代、主将を務めた。
2008年、日本大学ラグビー部の主将に就任した。
2009年、日本大学卒業後、リコーブラックラムズ(現・リコーブラックラムズ東京)に加入。同年9月13日に行われたジャパンラグビートップリーグ第2節の三洋電機ワイルドナイツ戦に途中出場で公式戦初出場を果たす。
2016年、リコーブラックラムズの主将に就任した。
2021年、リコーブラックラムズ東京を退団した。